# Vojtěch Kostiha
Vojtěch Kostiha (* 10. ledna 1978 Praha) je český překladatel a ekonom.
Kromě práce ve Skupině Metrostav na pozici tiskového mluvčího působí jako tvůrce české verze filmových titulků a dialogů pro český dabing. Na svém kontě má přes 2 000 audiovizuálních děl, mezi které patří především hrané a animované celovečerní filmy, muzikály, televizní seriály a dokumenty.
Mezi jeho díla patří překlad snímku Hledá se Dory, Dítě Bridget Jonesové či Strážci Galaxie, filmové série Já, padouch a televizního seriálu Simpsonovi, který překládá od 21. řady.
Překládá z angličtiny, němčiny, ruštiny, italštiny a slovenštiny. Zajímá se o scenáristiku, filosofii, psychologii a finance. Hodně cestuje a ve volném čase se věnuje plavání a běhání.

## Ocenění

### Ceny Františka Filipovského
- za překlad a úpravu dabovaného audiovizuálního díla – Dítě Bridget Jonesové (2017)[2]
- za dabingové zpracování televizních nebo filmových snímků animované a dětské tvorby – Hledá se Dory (2017)[2]
- za dabingové zpracování televizních nebo filmových snímků animované a dětské tvorby – V hlavě (2016)[6]
- za mimořádné dabingové zpracování televizních nebo filmových snímků různých žánrů tvorby animované – Já, padouch 2 (2014)[4]
- za mimořádné dabingové zpracování televizních nebo filmových snímků různých žánrů tvorby animované a dětské – Simpsonovi XXIII (2013)[7]